# Israel Grodner

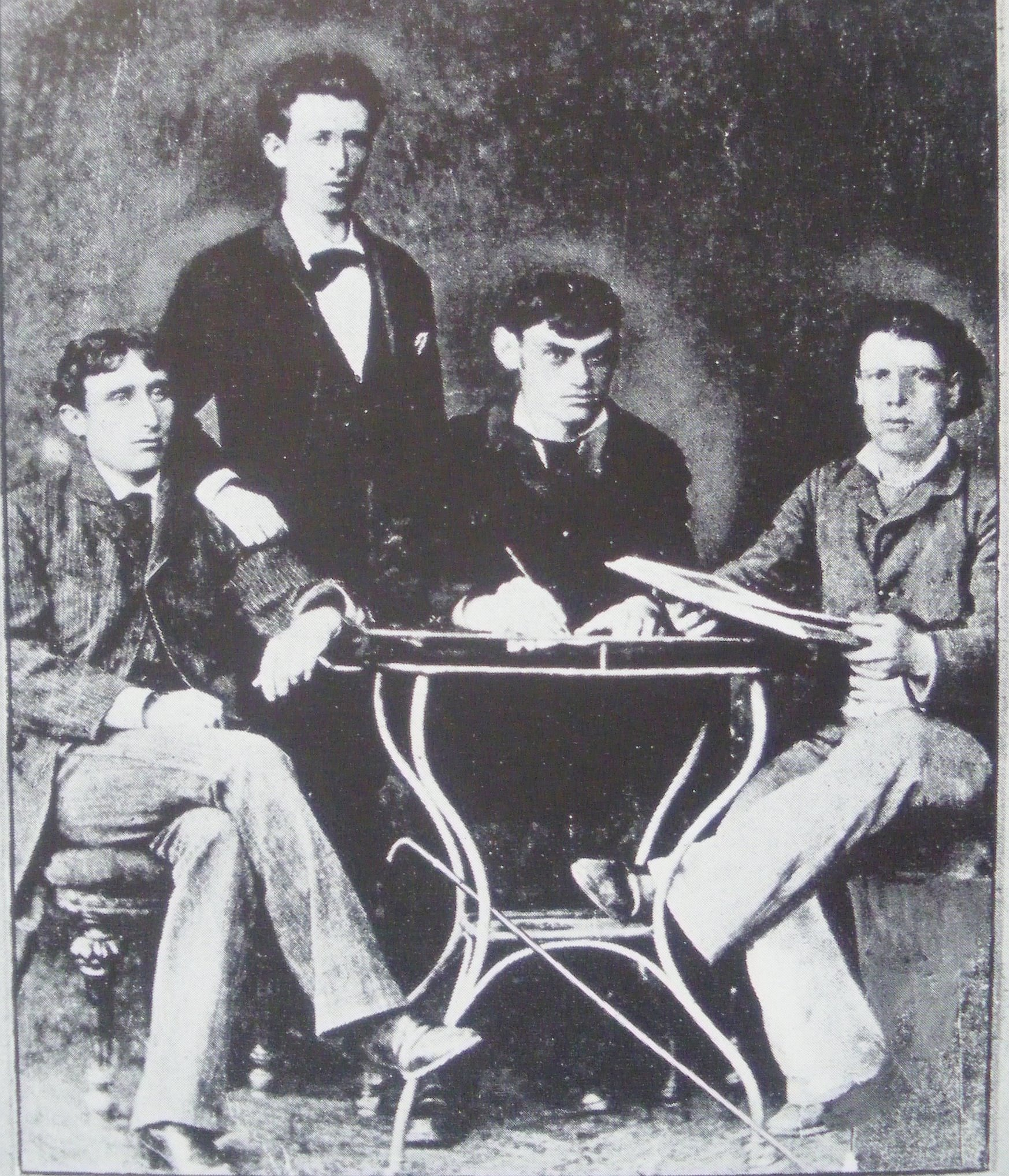
Israel Grodner mit Eduard Margules, Kheym Shmuel Lukatsher und Avrom Akselrod (1874)

Israel Grodner (geboren um 1840 in Litauen; gestorben 1887 in London) war ein jiddischer Schauspieler, Sänger und Theaterleiter.

## Leben
Israel Grodner wurde in einer jüdischen Familie in Litauen im Russischen Reich geboren. Er wurde Mitglied der jiddischen Broder-Sänger, mit denen er durch Russland und Österreich tourte.
1876 war er Hauptdarsteller im Theater von Abraham Goldfaden in Iași bei dessen ersten jiddischen Theateraufführungen.
Bald darauf gründete er in Iași ein eigenes jiddisches Theater. Die Szenarien verfasste für ihn Joseph Lateiner.
1883 ging er, nach dem Verbot von jiddischen Theatern in Russland, nach London. Dort spielte er im Ensemble von Jacob Adler.
Nach einiger Zeit ging er nach Galizien, wo er ein eigenes Theater gründete, mit dem er u. a. in Wien, Warschau und London gastierte.
1887 starb er in London.